# La Voix des crimes

La Voix des crimes, ou Clairvoyance au Québec (Thoughtcrimes en version originale), est un téléfilm canadien de 2003, réalisé par Breck Eisner, et écrit par Thomas Dean Donnelly et Joshua Oppenheimer.

## Synopsis
Freya McAllister a tout d'une adolescente ordinaire, jusqu'au soir du bal des élèves de son lycée. Lors de cette soirée, elle se met brusquement à entendre des voix, qui parlent toutes en même temps et qui la rendent folle. Elle est alors internée à l'hôpital psychiatrique de Brookridge.
Elle est soignée dans cet institut durant 8 ans, pendant lesquels elle doit supporter des milliers de voix qui monologuent dans sa tête en permanence, jusqu'à ce que le docteur Michael Welles lui annonce qu'elle n'est pas folle. Il apprend à Freya qu'elle est télépathe, et que les voix qu'elle entend sont en fait les pensées de toutes les personnes qui l'entourent. Welles va la faire sortir de l'hôpital et lui apprendre à maîtriser son pouvoir, sans lui avouer qu'il travaille pour la NSA ...

## Distribution complète
- Navi Rawat : Freya McAllister
- Joe Flanigan : Brendan Dean (VF : Emmanuel Curtil)
- Peter Horton : Docteur Michael Welles
- Joe Morton : Jon Harper
- Jocelyn Seagrave : June McAllister
- Kim Coates : Lars Etsen
- Janet Wright : Zoya
- Paulino Nunez : Agent Kunzel
- Roman Podhora : Agent Patel
- Barry Flatman : David McAllister
- Karl Pruner : Maracek
- Joanne Vannicola : Terri Merriweather
- Joe Pingue : Costas
- Joris Jarsky : Alan Matthews
- Jason Wheeler : Gabriel Perez
- Robert Bockstael : Docteur Galbraith
- Helen Taylor : Docteur Kinsey
- Dylan Bierk : Elizabeth
- David Collins : Segel
- Desmond Campbell : Garde au palais de justice
- Ray Kahnert : Responsable de l'hôtel de ville
- Christopher Ralph : Ryan
- Shawn Campbell : Correspondant
- Sean Orr : Agent des services secrets
- Ted Ludzik : Patient